# 一个美国人的生活
《一个美国人的生活》是美国前总统罗纳德·里根于1990年所写的自传。这本书在里根离任近两年后发行，在《纽约时报》畅销书榜上达到了第八位。

## 内容
该书共748页，描述了里根从出生在伊利诺伊州坦皮科到演艺生涯、婚姻、参政、担任加利福尼亚州州长的岁月和1976年共和党初选中的失落，最后描述了他担任美国总统的岁月。评论家约翰奥苏利文( John O'Sullivan )在谈到里根时说，“He shows a tendency, where other people's feelings are concerned, to gloss over unpleasantness in a way which ... detracts ... from his value as a historian.”他讲述了他对世界冷战的看法和他与国会议员之间的关系以及他在1976年总统选举时所发生的事。

### 个人生活
里根曾经结过两次婚，分别是1940年首次嫁给女演员简·怀曼（1917-2017），里根在这本书中只提到她一次，说“it didn't work out，but that the marriage produced two wonderful children.”，然后他与南希·戴维斯结婚，他在这本传记中说：“Sometimes, I think my life really began when I met Nancy.”

### 总统任期
尽管该书涵盖了里根总统任期内( 1981-1989 )发生的大部分事件，但最为显著的遗漏就是拒绝罗伯特·博克作为最高法院法官且很少提及里根的司法任命。里根总统任期内最具争议的立法之一是他的经济政策，被称为"里根经济学"。从自传的观点来看，他的一切都是成功的，除了“the vested interests that hold sway over Congress prevented us from cutting spending nearly as much as I had hoped to, or as the country required.”（掌控国会的既得利益者阻止了我们像我所希望的那样，或者像国家所要求的那样削减开支。）同样在经济政策方面，里根的主要遗憾是因为他最终没有建立一个使联邦平衡的预算方案。
而有关于伊朗的矛盾事件，一桩大的丑闻表明涉及了挪用一笔本运往伊朗的资金被运往尼加拉瓜的禁区，《一个美国人的生活》中说："None of the arms we'd shipped to Iran had gone to the terrorists who had kidnapped our citizens."（"我们运往伊朗的武器都没有运到绑架我国公民的恐怖分子手中。"）